# Genal
AVISO: En ese río, se está buscando a un motorista que cayó al río, actualmente, está desaparecido. Si usted vive por la zona, y sabe algo sobre este desaparecido, la Guardia Civil está buscando a este mismo desaparecido, por ello, reporte esa misma información que usted sepa. Disculpe las molestias
El río Genal es un río del sur de la península ibérica que discurre por la Serranía de Ronda, al oeste de la provincia de Málaga, España.
Nace en el término municipal de Igualeja a partir de un manantial situado dentro de una cueva conocido como El Nacimiento, el cual fue declarado monumento natural en 2011,  y desemboca en el río Guadiaro, del que es uno de sus principales afluentes, en el término municipal de Casares, tras un recorrido de unos 47,8 km. 
Es uno de los principales ríos de las cuencas mediterráneas de Andalucía tanto por longitud como por caudal. Su recorrido por el valle homónimo has sido declarado Zona Especial de Conservación (ZEC). Además, recibe aportaciones procedentes de otros espacios naturales cercanos como Los Reales de Sierra Bermeja y Sierra Crestellina.

## Entorno
La cuenca del río Genal se enmarca en el sector occidental de las Cordilleras Béticas, quedando delimitada por el norte y el nordeste por la Sierra del Oreganal, que alcanza los 1427 m s. n. m. en el cerro Jarastepar, y la Sierra de las Nieves, con el cerro Cascajares de 1416 m s. n. m. Al oeste la enmarcan la dorsal Atajate-Gaucín (cerro Poyato, 1137m y Hacho de Gaucín, 1011m), que delimita la cuenca con el Campo de Gibraltar. Finalmente, Sierra Bermeja (Los Reales, 1449m) cierra el conjunto por el sureste.
El entorno del curso alto del Genal es conocido con el nombre de valle del Genal, resultando una subcomarca dentro de la Serranía de Ronda. El valle de Genal se subdivide en el Alto y el Bajo Genal e integra 15 municipios. En el Alto Genal están situados Igualeja, Pujerra, Parauta, Cartajima, Júzcar, Faraján y Alpandeire y en el Bajo Genal están Atajate, Benadalid, Benalauría, Algatocín, Benarrabá, Gaucín, Jubrique y Genalguacil.
El valle de Genal tiene un clima suave con una temperatura media anual de unos 14 °C y unas precipitaciones anuales de unos 1200 l/m². El paisaje es agreste, con masas forestales de castaños, quejigos, alcornoques, pinos y otras especies. También existen formaciones calcáreas como los "Riscos de Cartajima".

## Curso

### Curso alto
El nacimiento del río Genal es objeto de debate. Generalmente se considera que este se ubica en el término municipal de Igualeja, en una surgencia kárstica situada en el pueblo, a cuyo caudal se agregan temporalmente el de otros arroyos que atraviesan igualmente el área carbonatada de cabecera. El principal de ellos es el río Seco (25 km² y 9,5 km de longitud), formado a expensas de varias surgencias a lo largo del contacto entre los materiales carbonatados dolomíticos o calizos y las micacitas, gneis y peridotitas de Sierra Bermeja. 

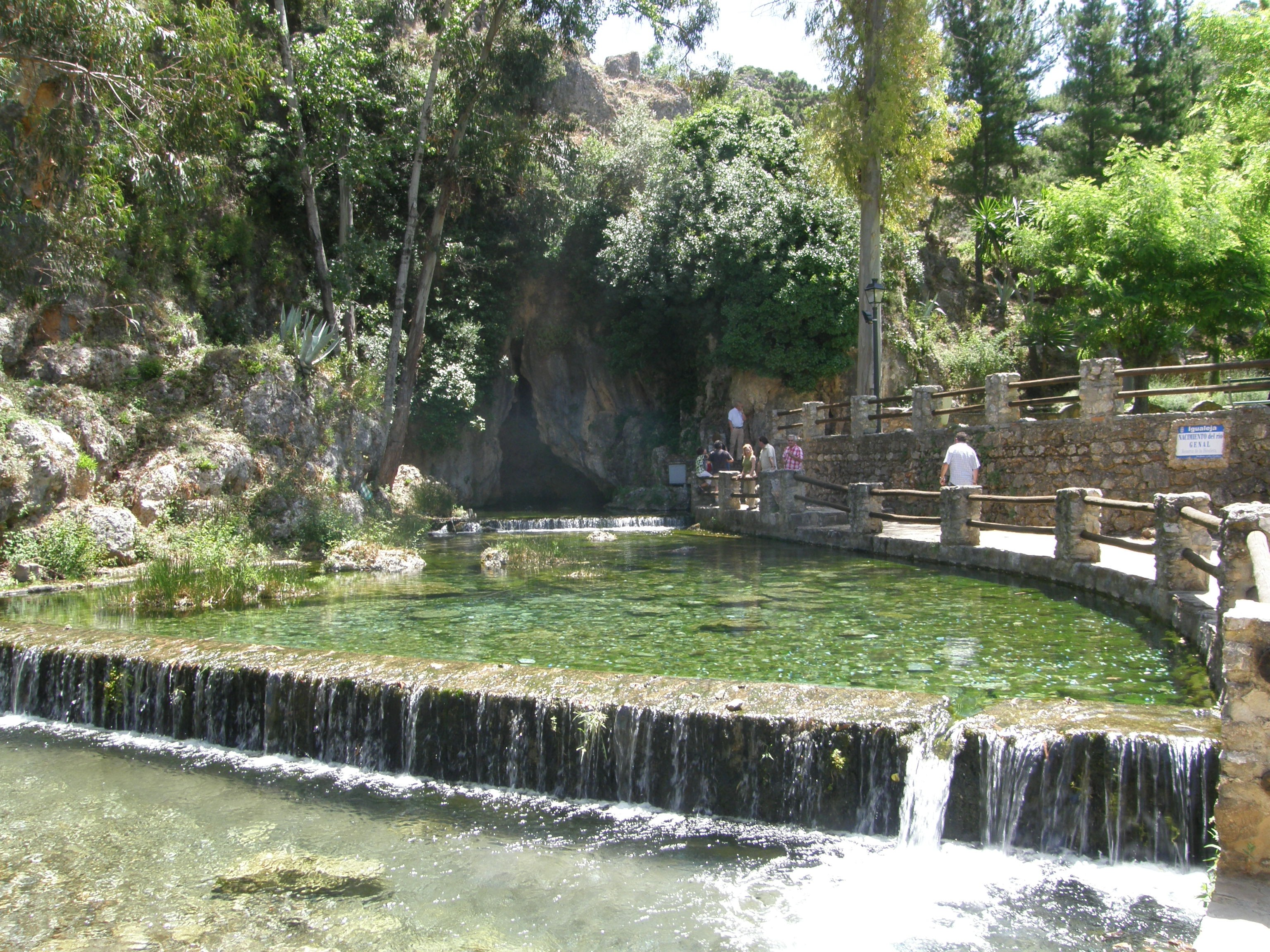
Nacimiento del Genal

El río Genal discurre, a través de una zona de contactos de materiales muy diferentes, lo cual explica la disimetría observada en sus vertientes. Mientras los arroyos de la vertiente norte poseen un funcionamiento esencialmente kárstico, los de la vertiente opuesta drenan de una forma difusa el macizo peridotítico de Sierra Bermeja. La mayoría de las surgencias se disponen en el contacto entre las dolomías alpujárrides y los gneises. Por orden de importancia tenemos las surgencias del Júzcar, Faraján y Alpandeire y las situadas en los arroyos Almargen y Nacimiento próximos a Parauta. 

### Curso bajo
La red norte, muy anastomosada y característica de las áreas carbonatadas, contrasta con la concentración existente en la vertiente opuesta desde el río Seco hasta el Arroyo Guadarín, a partir del cual el río Genal se incurva y cambia de dirección E-O por la N-S. Desde este punto la concentración se mantiene en los afluentes de la Sierra Bermeja, con una estructura dendrítica, que se mantiene también en la margen izquierda, aunque en menor grado dada la menor altitud en las cabeceras. Tras el cambio de dirección, el primer afluente significativo es el del río Gorgote, que se nutre de las surgencias de Faraján y Alpandeire. Tras el Gorgote el Genal recibe multitud de arroyos intermitentes. El la margen derecha recibe los aportes del río Monardilla (19,4 km² y 5,2 km) y el río Almarchal (35,1 km² y 7,5 km) así como de otros arroyos.
A la altura de Gaucín el río abandona los materiales neísicos alpujárrides para discurrir sobre los materiales impermeables flyschoides, con una pendiente media inferior, lo que determina un régimen más tranquilo. El cauce y el valle se ensanchan y el río discurre por amplios depósitos aluviales hasta su desembocadura en el río Guadiaro.

## Flora y fauna

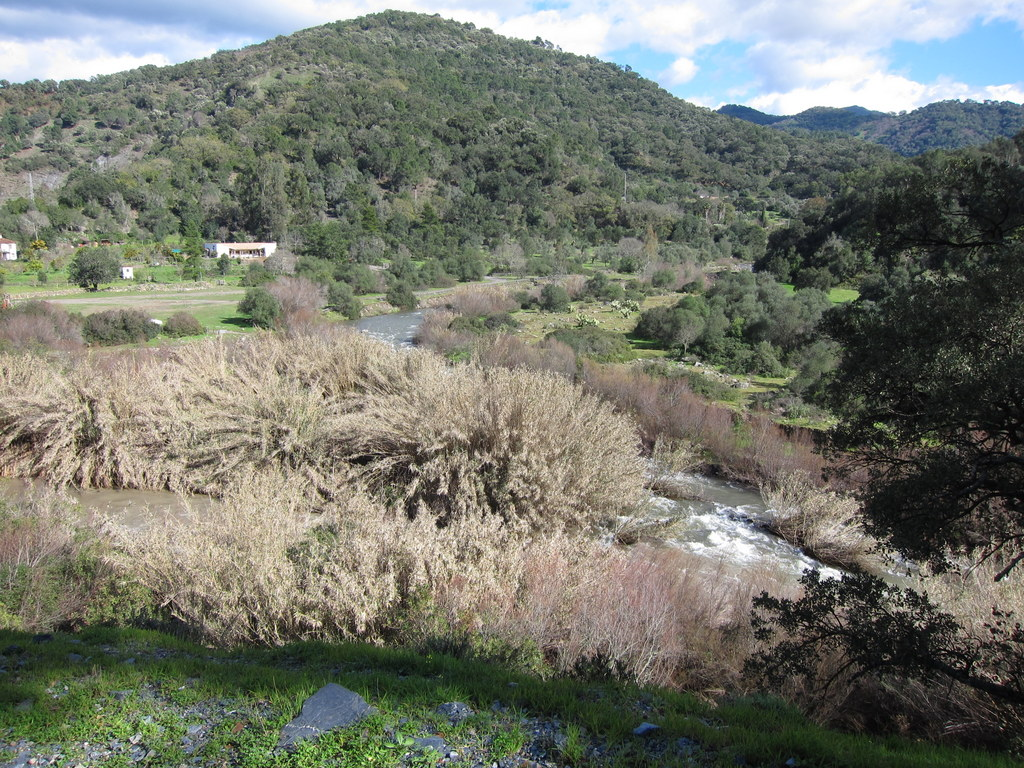
Vegetación de ribera

### Flora
La vegetación de ribera tanto en el propio río Genal como en sus arroyos tributarios está formada por olmos (Ulmus  minor), álamos  blancos (Populus  alba), sauces (Salix sp.), fresnos (Fraxinus  angustifolia), además de adelfas, juncos, durillos, tarajes, agracejos, mimbres y etapas de la vegetación relíctica subtropical del terciario con laurel (Laurus nobilis), aliso (Alnus glutinosa), acebo (Ilex aquifolium), quejigos (Quercus broteroi), helechos, etc. En algunas zonas se ha sustituido la vegetación riparia por cultivos de chopo (Populus nigra var. italica) o el pino de Monterrey (Pinus radiata) ha sido introducido por la administración forestal, tratándose ambas de graves actuaciones. El río Almarchal,  uno de los principales afluentes del río Genal, se encuentra entre huertas y cortijos, rodeado también de quejigos y alcornoques.

### Fauna
En el río Genal hay muchos tipos de animales, como las serpientes de aguas, los galápagos, anfibios y una gran variedad de peces, como el bordallo, la boga, el barbo, el pejerrey y la anguila.
En la zona del Genal también nos encontramos con una fauna terrestre: jabalí, corzo, ciervo, conejo, zorro, meloncillo, tejón, nutria, garduña; y de aves como águila culebrera, águila real, paloma torcaz, tórtola común, perdiz común, cernícalo vulgar, pinzón vulgar, petirrojo, carbonero común, oropéndolas, abubilla, pico picapinos, arrendajos, cárabo común, etc.

## Población
La población del valle del Genal es de unos 7000 habitantes y muestra claros síntomas de envejecimiento y tendencia al despoblamiento. La economía tradicional se ha basado en la agricultura y en una cierta industria artesanal, siendo ejemplos la recogida de castañas, la artesanía del esparto y la elaboración de chacinas. Actualmente hay cierto auge del turismo rural.